# Bruno Keßler
Bruno Keßler (9 de septiembre de 2005) es un deportista alemán que compite en ciclismo en las modalidades de pista y ruta. Ganó una medalla de bronce en el Campeonato Mundial de Ciclismo en Pista de 2024, en la prueba de persecución por equipos.

## Medallero internacional
| Campeonato Mundial | Campeonato Mundial   | Campeonato Mundial | Campeonato Mundial      |
| Año                | Lugar                | Medalla            | Competición             |
| ------------------ | -------------------- | ------------------ | ----------------------- |
| 2024               | Ballerup (Dinamarca) | Medalla de bronce  | Persecución por equipos |